# Флоран Амодьйо
Флора́н Амодьйо́ (фр. Florent Amodio; *12 травня 1990, Собрал, Бразилія) — французький фігурист, що виступає в одиночному чоловічому катанні; він — чемпіон Європи з фігурного катання 2011 року, переможець першості з фігурного катання Франції 2010 року (призер у сезонах 2008/09 і 2010/11), переможець юніорського Фіналу серії Гран-прі сезону 2008/2009 року.

## Кар'єра
Флоран народився у Бразилії, але є громадянином Франції. На ковзанах Амодьо почав кататися у 4-річному віці, а за якийсь час хлопця на сеансі масового катанея запримітив фаховий тренер Бернар Глессер, з яким Флоран співпрацює дотепер.
Коли Флорану було 12 років, йому довелося на 18 місяців припинити займатися спортом через остеохондроз у колінах.
На міжнародний рівень Флоран Амодьо вийшов у сезоні 2005/2006 — він узяв участь у юніорській серії Гран-Прі, але не вельми вдало, ставши 11-м і 15-м, відповідно у Польщі та Андоррі.
У 2008 році він виграв Чемпіонат Франції серед юніорів, а на «дорослій» французькій першості з фігурного катання став четвертим, за визнаними лідерами французького одиночного чоловічого катання.
У сезоні 2008/2009 Амодьо тріумфував у Фіналі сері юніорського Гран-Прі, потому став другим вслід за Брайаном Жубером на Чемпіонаті Франції з фігурного катання, випередивши таких досвідчених спортсменів як Албан Пробер і Яннік Понсеро. Са́ме тому його було обрано для участі разом з Жубером у першому командному Чемпіонаті з фігурного катання, де він показав особистий 10-й результат (командний результат Франції був 4-й).
У наступному сезоні (2009/2010), за відсутності Жубера, що пропускав національну першість через травму, Флоран Амодьо вперше у своїй спортивній кар'єрі став чемпіоном Франції з фігурного катання. Спортсмен узяв участь у 2 етапах серії Гран-Прі, де показав доволі високий 4-й результат на «Skate America»—2009 та 9-й — на «Rostelecom Cup»—2009. І хоча спортсмен не виступав на Чемпіонаті Європи з фігурного катання 2010 року, Французька Федерація фігурного катання ухвалила рішення включити Амодьо (разом з Жубером) до складу олімпійської делегації на турнірі фігуристів-одиночників на XXI Зимовій Олімпіаді (Ванкувер, Канада, 2010), в якому юний спортсмен показав сенсаційно високий 12-й результат, за всіма показниками обійшовши свого уславленого і досвідченішого колегу по Збірній Франції Жубера, а от на світовій першості того ж року значно поступився Жуберу-бронзовому призеру, посівши 15-те місце.
Своєрідна конкуренція Амодьйо і його старшого і досвідченішого колеги по збірній Брайана Жубера продовжилась у сезоні 2010/2011, коли Флоран був 2-м на Національній першості з фігурного катання, поступившись саме Жуберу, а от наприкінці січня 2011 року в Берні (Швейцарія) на ЧЄ з фігурного катання-2011 навіть третій прокат довільної не завадив Флорану посісти дещо сенсаційно першу сходинку Чемпіонату, випередивши саме Жубера.

## Спортивні досягнення

### після 2009 року
| Сезони/Змагання                        | 2009/2010 | 2010/2011 |
| -------------------------------------- | --------- | --------- |
| Зимові Олімпійські ігри                | 12        |           |
| Чемпіонати світу з фігурного катання   | 15        |           |
| Чемпіонати Європи з фігурного катання  |           | 1         |
| Чемпіонати Франції з фігурного катання | 1         | 2         |
| Етапи Гран-Прі: «Trophée Eric Bompard» |           | 2         |
| Фінали Гран-Прі                        |           | 6         |
| Етапи Гран-Прі: «NHK Trophy»           |           | 3         |
| Етапи Гран-Прі: «Skate America»        | 4         |           |
| Етапи Гран-Прі: «Rostelecom Cup»       | 9         |           |
| Турніри: «French Masters»              | 1         | 2         |

### до 2009 року
| Сезони/Змагання                                      | 2003/2004 | 2004/2005 | 2005/2006 | 2006/2007 | 2007/2008 | 2008/2009 |
| ---------------------------------------------------- | --------- | --------- | --------- | --------- | --------- | --------- |
| Чемпіонати світу з фігурного катання серед юніорів   |           |           |           | 15        | 10        | 15        |
| Чемпіонати Франції з фігурного катання               |           |           | 11        | 7         | 4         | 2         |
| Чемпіонати Франції з фігурного катання серед юніорів | 5N.       | 4 N.      |           | 2         | 1         |           |
| Командний Чемпіонат світу з фігурного катання        |           |           |           |           |           | 10/4*     |
| Турніри: «French Masters»                            |           |           |           |           | 2J.       |           |
| Фінали юніорського Гран-Прі                          |           |           |           |           |           | 1         |
| Етапи юніорського Гран-Прі, Велика Британія          |           |           |           |           |           | 1         |
| Етапи юніорського Гран-Прі, Франція                  |           |           |           | 4         |           | 3         |
| Етапи юніорського Гран-Прі, Естонія                  |           |           |           |           | 7         |           |
| Етапи юніорського Гран-Прі, США                      |           |           |           |           | 5         |           |
| Етапи юніорського Гран-Прі, Чехія                    |           |           |           | 12        |           |           |
| Етапи юніорського Гран-Прі, Польща                   |           |           | 15        |           |           |           |
| Етапи юніорського Гран-Прі, Андорра                  |           |           | 11        |           |           |           |

N. = рівень новачків; J. = юніорський рівень
- * — місце в особистому заліку/командне місце

## Виноски
1. ↑  Результати French Masters 2009. Архів оригіналу за 22 вересня 2009. Процитовано 17 лютого 2010. [Архівовано 2009-09-22 у Wayback Machine.]